# 拉马济耶尔-欧邦索姆
拉马济耶尔-欧邦索姆（法語：La Mazière-aux-Bons-Hommes，法語發音：[la mazjɛʁ o bɔ̃.z‿ɔm]）是法国克勒兹省的一个市镇，位于该省东南部，属于欧比松区。该市镇总面积10.24平方公里，2009年时的人口为65人。

## 人口
拉马济耶尔-欧邦索姆人口变化图示